# Chilobrachys fumosus
Chilobrachys fumosus is een spinnensoort uit de familie van de vogelspinnen (Theraphosidae).
De wetenschappelijke naam van de soort werd in 1895 als Musagetes fumosus gepubliceerd door Reginald Innes Pocock.